# Monokarp
Monokarp, av grekiskans monos - en och karpos - frukt, är en växt som endast blommar och sätter frö en gång, för att sedan dö. Begreppet används vanligen om växter som tar längre tid på sig än en växtsäsong för att blomma. Jämför annueller som avklarar hela sin livscykel under en säsong och bienner som blommar och sätter frö andra säsongen. 
Klassiska monokarper är bland andra agavesläktets (Agave) arter, där några av dem lever i upp till 70 år eller mer innan de slutligen blommar och dör. Bambu och flera arter i bergvallmosläktet (Meconopsis) är också monokarper.